# Hato Puerco Arriba
Hato Puerco Arriba es un barrio ubicado en el municipio de Villalba en el Estado Libre Asociado de Puerto Rico. En el Censo de 2010 tenía una población de 7728 habitantes y una densidad poblacional de 578,14 personas por km².

## Geografía
Hato Puerco Arriba se encuentra ubicado en las coordenadas 18°7′29″N 66°29′26″O / 18.12472, -66.49056. Según la Oficina del Censo de los Estados Unidos, Hato Puerco Arriba tiene una superficie total de 13.37 km², que corresponden a tierra firme.

## Demografía
Según el censo de 2010, había 7728 personas residiendo en Hato Puerco Arriba. La densidad de población era de 578,14 hab./km². De los 7728 habitantes, Hato Puerco Arriba estaba compuesto por el 78.92% blancos, el 9.78% eran afroamericanos, el 0.23% eran amerindios, el 0.08% eran asiáticos, el 8.02% eran de otras razas y el 2.96% pertenecían a dos o más razas. Del total de la población el 99.55% eran hispanos o latinos de cualquier raza.